# سفارة دولة فلسطين لدى البرتغال
سفارة دولة فلسطين لدى البرتغال هي الممثلية الدبلوماسية العُليا لدولة فلسطين لدى البرتغال. تقع السفارة في لشبونة.